# 香港会ビル

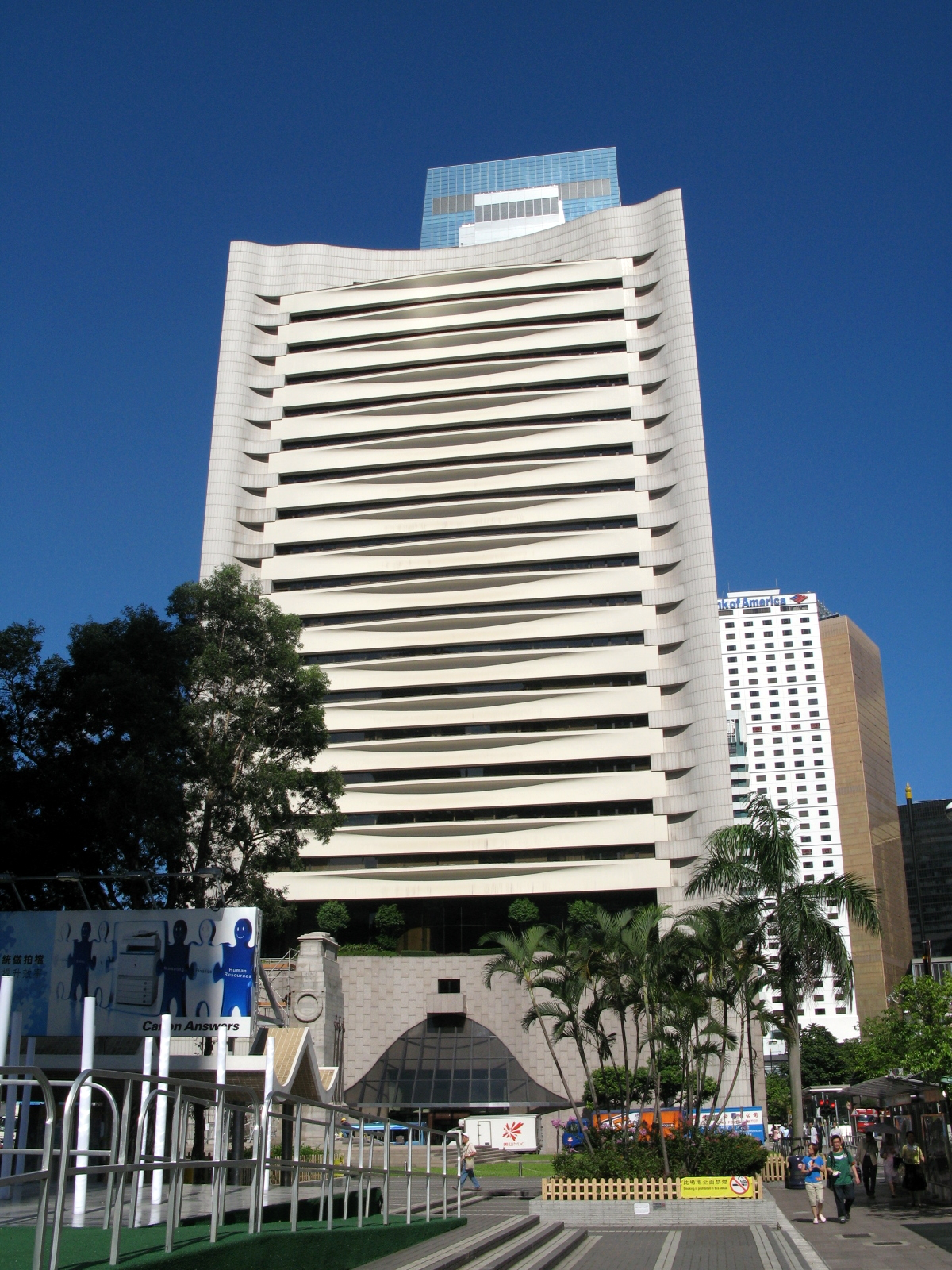
香港会ビル

香港会ビル（ホンコンかいビル、中国語: 香港會所大廈、英語: Hong Kong Club Building）、は香港の高級プライベートクラブ香港会の本部所在地である。現在の香港会ビルは三代目であり、1981年に起工し、1984年に完成した。21階建ての建物であり、うち8階は香港会が利用し、その他は賃貸オフィスである。